# Potkan

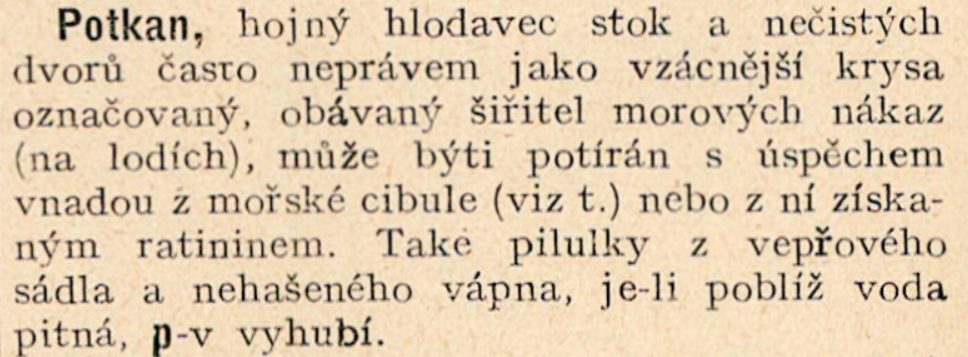
Heslo „potkan“ v knize Domácí vševěd z roku 1926

Potkan (Rattus norvegicus) je velký myšovitý hlodavec rodu Rattus často zaměňovaný s krysou obecnou (Rattus rattus). Jako synantropní druh žije převážně v blízkosti lidských sídel, kde často škodí požíráním semen obilnin; může být také přenašečem nemocí. Potkan se v přírodě dožívá dvou let, v zajetí dvou až tří let, někdy až čtyř let.
Potkan slouží jako modelový organismus k laboratorním účelům, což je šlechtěná laboratorní varianta Rattus norvegicus domestica. Laboratorní varianta potkana se pak rozšířila do domácností jako domácí mazlíček a společník člověka pro svoji vysokou inteligenci, čistotnost, sociální chování a schopnost empatie. Laboratorní varianta existuje v mnoha barevných mutacích, někdy i bez srsti, se změněnou strukturou srsti nebo se zakrnělým ocasem.
Staršími, již nepoužívanými národními názvy jsou krysa potkan a potkan obecný.
Slovo potkan se do češtiny dostalo až v 19. století. Bylo přejato prostřednictvím slovenštiny z maďarského slova patkány, což je asi zkomolenina latinského slova ponticana, tj. „pontská“ (myš). V Čechách se potkanovi říká také „německá myš“ či „němkyně“, na Plzeňsku „rocna“, ve Slezsku „ščur“.

## Taxonomie
Vědeckými synonymy jsou:
- Mus norvegicus Berkenhout, 1769
- Mus decumanus Pallas, 1779
- Mus tamarensis Higgins & Petterd, 1884[3]

### Poddruhy
Tradičně jsou rozlišovány dva poddruhy:
- potkan obecný (Rattus norvegicus norvegicus) – nejvíce rozšířený poddruh ve volné přírodě a ve světě;
- potkan východní (Rattus norvegicus caraco) – rozšířený v Asii a Rusku.

Z poddruhu potkan východní jsou nově odlišovány poddruhy Rattus norvegicus humiliatus a Rattus norvrgicus soccer.

## Popis
Potkan je větší myšovitý hlodavec. Délka těla bývá v rozmezí 160–270 mm, ocas je kratší než tělo a měří 130–200 mm. Velikost zadních tlapek činí 30–45 mm, uši mají 18–22 mm. Dosahuje hmotnosti 140–500 g, v zajetí až do 900 g. Samci jsou robustnější, samice bývají až o třetinu menší. Roku 2014 byl zaznamenán výskyt abnormálně velkého potkana (přes 39 cm) ve Švédsku.

### Odlišení od krysy
Potkan je obvykle mohutnější než krysa. Jeho zbarvení bývá obvykle světlejší, i když se vyskytují i krysy stejně zbarvené jako potkani. Pro odlišení obou druhů lze použít následující konkrétní znaky:

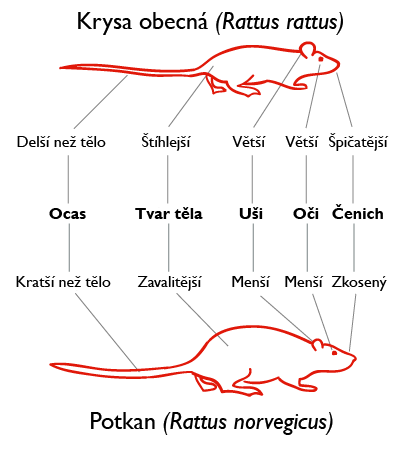
Porovnání hlavních rozdílů

- Hlava: potkan má hlavu vpředu zaoblenou, zatímco krysa špičatější. Na lebce lze také najít výraznější rozdíl – potkan má obě boční strany mozkovny rovné a rovnoběžné, zatímco mozkovna krysy má hruškovitý tvar.
- Uši: potkan má zřetelně menší uši, které přehnuté dopředu nedosahují až k oku; boltce jsou krátce osrstěné.[9]
- Oči: potkan má oči menší než krysa.
- Ocas: potkan má ocas s šupinatým povrchem, který je u kořene tlustší.[6] Shora bývá tmavší než ve spodní části. Je kratší než tělo. Oproti tomu krysa má ocas delší než tělo nebo aspoň stejně tak dlouhý;[8] je štíhlejší a jednobarevný.
- Mléčné bradavky: samice potkanů mají šest párů mléčných bradavek oproti pěti párům u krys.[10]

Rozdíl je také v chování jednotlivých druhů: potkan vyhledává spíše vlhčí polohy včetně kanálů a stok, zatímco krysa preferuje sušší prostory, třeba půdy, chlévy a stáje. Potkan lépe plave a potápí se, lehčí a mrštnější krysa naopak lépe šplhá a skáče.

## Rozšíření

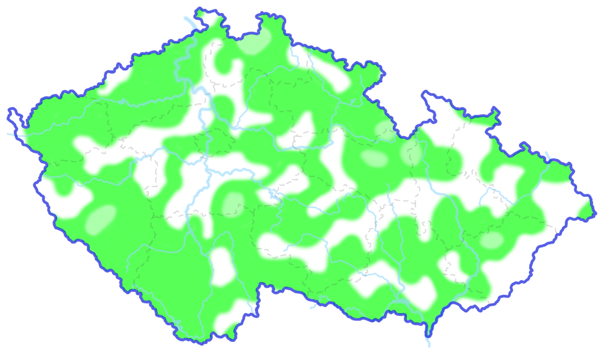
Rozšíření potkana v České republice

Potkan je kosmopolitní a synantropní druh. Rozšířil se s rozvojem námořní dopravy z bažinatých oblastí východní Asie do mnoha končin světa, zejména do Evropy a Severní Ameriky. Přestože se začal rozšiřovat později než krysa obecná, větší přizpůsobivostí a schopností žít ve vlhkém prostředí ji na mnoha místech nahradil (zejména ve vnitrozemí). Ve střední Evropě se jeho hojnější výskyt datuje asi od 18. století.
V Česku se vyskytuje na celém území ve všech nadmořských výškách: v Krkonoších byl nalezen i v horských chatách na hřebenech v nadmořské výšce 1400 m. Žije především v lidských sídlištích (tzn. na místech dlouhodobě obývaných lidmi), zejména v kanalizaci, v zemedělských objektech, v chovech různých zvířat (kravíny, vepříny aj.), na skládkách, rumištích, jatkách a jiných potravinářských provozech. Během vegetačního období žije také mimo zástavbu u vod, v bažinách, na polích či železničních náspech. (Krysa je oproti tomu v ČR relativně vzácná a žije v širším okolí dolního toku Labe (od Děčína po Prahu a Mladou Boleslav – v souvislosti s lodní dopravou).) Odhaduje se, že ve velkoměstech je potkanů zpravidla více než lidí; například v pražské kanalizační síti mělo podle odhadu z roku 2021 žít asi pět milionů potkanů.

## Způsob života
Potkani jsou čilí hlavně v noci, nejvíce po setmění a před rozedněním. Dobře plavou a šplhají, na rozdíl od krysy však obvykle neběhají po trámech v podkroví a po střechách. Jsou velmi ostražití a v nebezpečí dokážou být agresivní. Doupě si budují většinou na zemi nebo nad ní, často si však pod podlahou vyhrabávají nory.
Potkani v přírodě žijí v koloniích v počtu kolem několika desítek jedinců s hierarchickým uspořádáním. Alfa jedinci – zpravidla zakladatelé skupiny – ovlivňují celou kolonii. Naproti tomu jsou ve skupině i zvířata výrazně podřízená – mohou to být potomci jiného páru skupiny či staří potkani, kteří jsou permanentně terorizováni zbytkem kolonie (potkan podobně jako člověk silně podléhá stresu a toto je způsob „odreagování se“).[zdroj⁠?!] Těmto jedincům je také upírána potrava, mají funkci „ochutnavače“. Při objevu neznámé potravy jsou to často oni, kdo ji okusí jako první. Pokud tento „test“ přežijí, zdroj pak ochutná i zbytek skupiny. Právě to je jeden z aspektů, proč potkan často odolává jedům a dalším návnadám „na krysy“. Život této kolonie se trvale odehrává v jedné oblasti o rozloze cca 6 km²,[zdroj⁠?!]  na které členové kolonie získávají potravu a brání svoje území.
Potkan patří mezi jedny z nejinteligentnějších hlodavců v přírodě. Díky přizpůsobivosti organizmu a hierarchii v potkaní kolonii je schopen přežít i působení důmyslných prostředků k hubení. Proto se stal součástí všech velkých měst a větších lidských sídel, kde mnohem snadněji najde potravu a vhodné podmínky pro přežití. Potkan je schopen zadržet dech pod vodou až na tři minuty.

### Rozmnožování
Samice mívá pářicí období několikrát do měsíce. Březost trvá 21 až 24 dní, v jednom vrhu mívá obvykle 4 až 7 mláďat (jiné zdroje udávají 6–10 mláďat), ale není výjimkou vrh o počtu 20 mláďat. Mláďata se rodí holá a slepá; plně osrstěná bývají do 14 dnů, oči otevírají během 14.–16. dne. Do třech týdnů jsou kojena. Plně samostatná jsou přibližně po měsíci. Pohlavní dospělost udávají zdroje různou, od 1,5 do 4 měsíců. Především u samců je pohlavní dospívání rychlejší.
Samice odchovává tři vrhy do roka, ve výborných podmínkách může mít pět a více vrhů. Zabřeznout může – podobně jako většina myšovitých – už 24 hodin po porodu.

### Potrava
Potkan je všežravec, většina jídelníčku se skládá z 60–80 % z různých semen trav a obilovin či zeleniny, zbytek tvoří bílkoviny z ptačích vajec (konzumuje vejce domácích i vodních ptáků) nebo masa. Ovšem podle jiných údajů převažuje živočišná potrava. Při nedostatku jiné potravy je schopen napadnout větší zvířata až do velikosti králíka. Denně zkonzumuje potravu v množství asi desetiny své tělesné hmotnosti.
Potkan jako jakýkoli jiný hlodavec potřebuje obrušovat své hlodavé zuby. Obrušuje je nejčastěji na tvrdším druhu potravy (větve, tvrdý chléb), ale je schopen se podobně jako myš prokousat skrz beton nebo slabší druhy pletiva a kabelů (slitiny mědi a hliníku a podobně měkké kovy).

### Predace, parazitismus
Přirozenými nepřáteli potkanů jsou lasicovité šelmy (tchoř, hranostaj, kuny) a výr velký. Mláďata potkanů jsou také potravou menších sov – například sovy pálené a kalouse ušatého.
Na potkanovi parazituje hlístice svalovec stočený a veš krysí (Polyplax spinulosa).

## Laboratorní potkan
Potkan se začal v 50. letech 20. století používat k laboratorním účelům, a to díky vhodným rozměrům, snadnému odchovu a inteligenci. K laboratorním účelům se používá bílá varieta, která má sníženou náchylnost k přenášení chorob. Postupem času vznikaly křížením odlišné barevné variety a potkan získal na popularitě.
Na potkanech byl v 50. letech poprvé prokázán tzv. Coolidgeův efekt.
Laboratorní potkan je klasifikován jako samostatný druh potkan domácí (Rattus norvegicus domestica).
V domácnostech je užíván jako ochočené domácí zvíře v barevných varietách nebo ve varietách s jinou stavbou těla nebo typem srsti.

### Variety potkana laboratorního dle typu těla a srsti

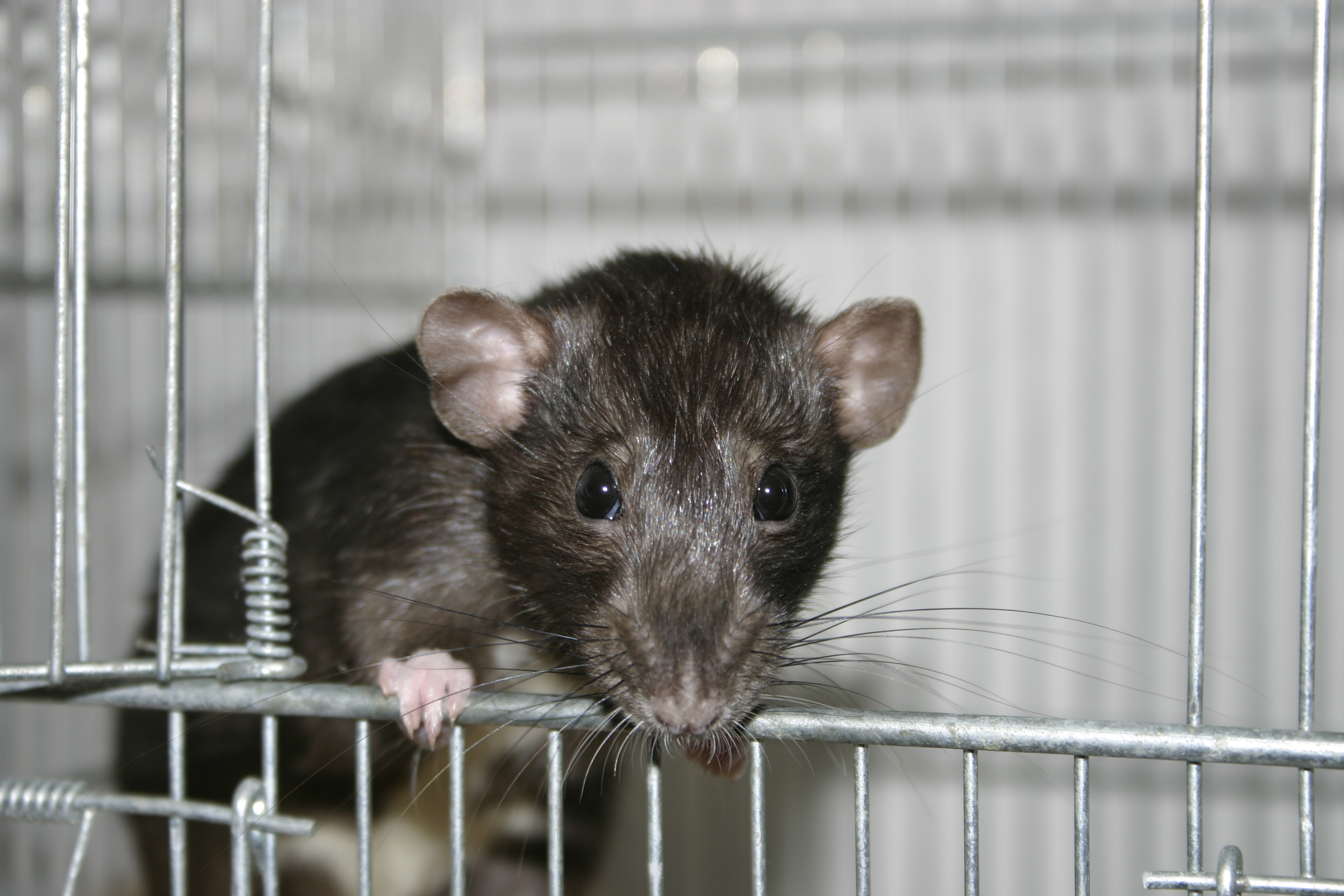
Varieta s velkýma ušima – dumbo

- Standard – klasická stavba těla a typ srsti
- Dumbo – potkan s velkýma ušima umístěnýma po stranách hlavy, která je plošší
- Manx (Tailless) – bezocasý potkan
- Sphynx (Hairless) – bezsrstý potkan
- Patchwork – potkan, kterému neustále narůstá a vypadává srst drsná jako vousy; místa na kterých vyrůstá, se mění
- Rex – kratší zvlněná odstávající srst s hrubou texturou
- Fuzz – jen jemná řídká podsada, vousky jsou kratší a zakroucené
- Dwarf – trpaslík, též minipotkan
- Odd-eyed – každé oko má jinou barvu
- Satin – rovná přiléhavá srst, je jemnější a má saténový lesk
- Harley – srst je rovná, odstávající a jeví se delší, kvůli množství podsady je „plyšová“ a načechraná
- Velveteen – jemná zvlněná srst

### Variety potkana laboratorního dle barvy srsti
Existují čtyři hlavní barevné linie:
1. americká modrá linie
2. ruská modrá linie
3. šampaň linie
4. béžová linie

Při křížení potkanů s barvami ze dvou různých linií se barvy potomků ředí či jinak znehodnocují; pak je velmi obtížné jejich barvu pojmenovat.
Tyto linie se dále dělí na jednotlivé barvy, z nichž častější jsou:

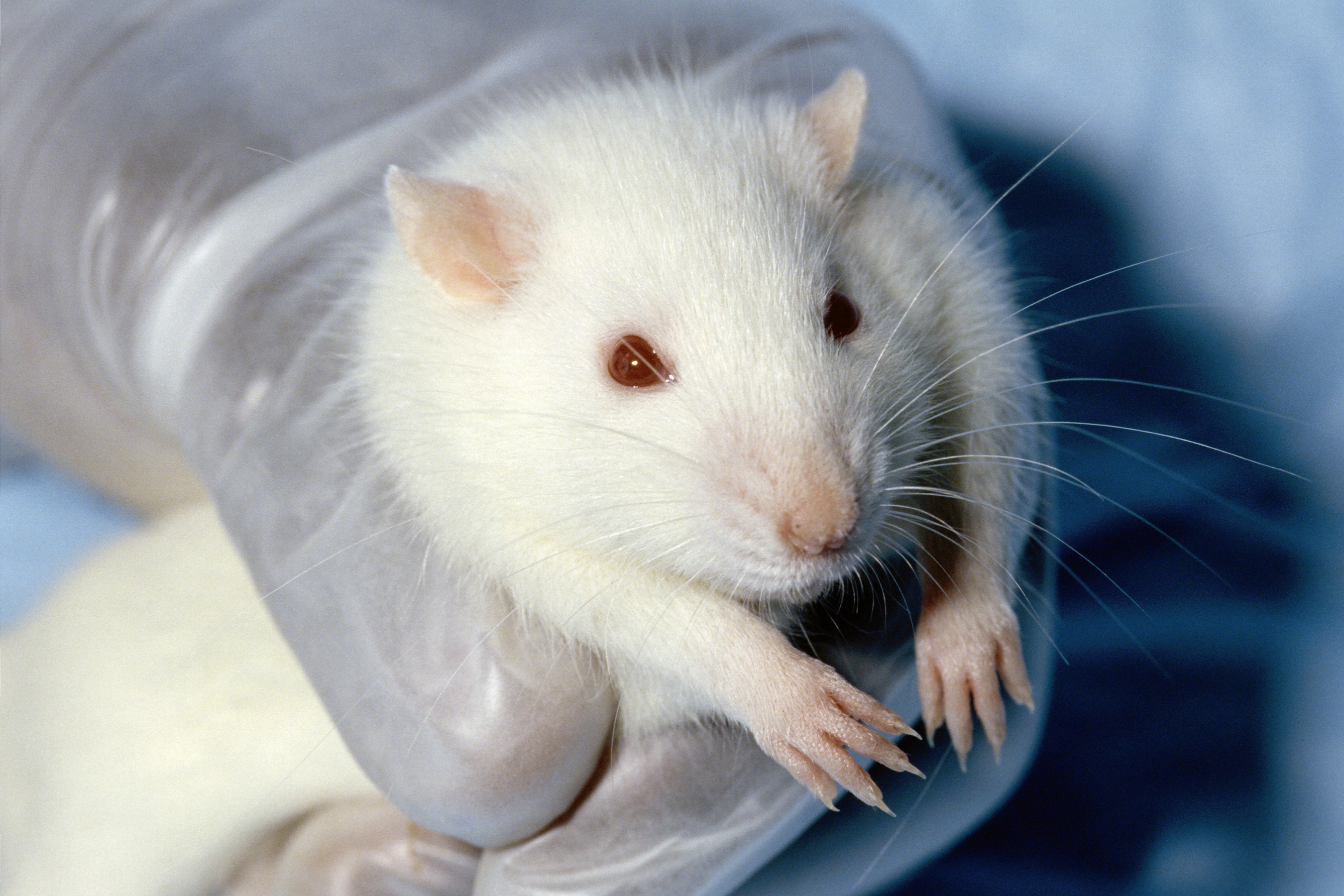
Potkan albín

- alba (albín) – není schopen vytvářet pigment, proto má bílou srst a růžové oči
- aguti – přírodní divoké zbarvení, hnědošedá až hnědočervená barva s tickingem srsti, což jsou černé proužky na každém chlupu; břicho je stříbřité, oči černé
- blue aguti (modrá agouti) – modrá barva s tickingem, břicho stříbřitě šedé, oči černé
- amber – světle zlatavě oranžová se stříbrným tickingem, podsada je zbarvena do krémova, oči jsou růžové
- beige – střední béžová, břicho a nohy jsou stejné barvy, oči od tmavě červené do černé
- black – černá srst, černé oči
- black, silvered – prostříbřená černá srst
- blue, powder – břidlicově šedá srst, bez dalšího zabarvení, oči černé nebo rubínově červené, tlapky a ocas s modrým pigmentem
- blue, american (english) – světlejší lesklá modř bez dalšího zabarvení včetně bříška, černé oči, tlapky, uši a ocas s modrým pigmentem
- blue, russian – tmavá šedá barva s kovovým leskem, oči jsou černé
- buff = bůvolí – světle béžová barva srsti, rubínové oči
- champagne (šampaňská) – srst světle béžová s růžovým leskem, oči růžové, tlapky, ocas a uši se světlým pigmentem
- chocolate – čokoládové hnědá srst, oči černé, ocas, uši a tlapky s tmavým pigmentem
- cinnamon – skořicová srst, oči jsou černé nebo rubínově červené
- cinnamon pearl (perlová skořicová) – jednotlivé chlupy jsou zbarveny různými barvami, břicho je stříbřitě šedé, oči černé
- fawn – zlatě oranžová srst, oči rubínově červené nebo tmavě rubínově červené
- himalayan (himálajské zbarvení) – jako siamský, ale bílý základ srsti; oči červené nebo černé
- siamese (siamské zbarvení) – základ smetanová až krémová, oči červené nebo černé
- lila (šeříková) – teplá hnědostříbrná barva, černé nebo tmavě rubínově červené oči
- topaz (topas) – zlatooranžová barva, oči rubínově červené nebo tmavě rubínově červené
- pearl (perlová) – světle stříbrná s modrostříbrným leskem, oči černé; potkani tohoto zbarvení nebo s genem pro toto zbarvení se mezi sebou nesmí křížit, může to vést ke uhynutí vrhu nebo jeho části
- dove – holubí šeď, oči rubínově červené nebo tmavě rubínově červené
- mink (norek) – tmavá hnědošedá srst s modrým zabarvením, hnědošedý pigment na tlapkách, ocase a uších, oči černé nebo tmavě rubínově červené
- havana – barva jako mink, ale světlejší, oči černé nebo rubínově červené
- platinum – platinová (stříbřitá) s nádechem do modra, oči rubínově červené nebo černé

### Variety potkana laboratorního dle kresby
- self, solid – jednobarevný
- berkshire – jednobarevný s co největším a nejostřeji ohraničeným bílým obdélníkem na bříšku, bílými „ponožkami“ a bílou poslední třetinou ocasu
- capped – kapucín – hlava až po uši je zbarvena, brada by měla zůstat bílá, zbytek těla je také bílý
- hooded – japonská kresba – jako kapucín, na kapuci navazuje pruh na zádech, nepřerušovaný, pigment na ocase zasahuje co nejdál
- husky – záda a boky jsou zbarveny jednou ze základních barev, v oblasti uší se barva rozděluje do dvou pruhů, které zasahují až mezi oči, zbytek těla je bílý; husky potkani se rodí černobílí a s věkem světlají
- irish – irská kresba – tmavá srst, bílý trojúhelník na hrudi vrcholem směřuje k ocásku zvířete, měl by být co nejzřetelněji ohraničen
- bareback – hlava, krk a hruď jsou zbarveny, zbytek těla je bílý
- variegated – strakovaný – základní barva je bílá, hlava a ramena bývají zbarveny jako bareback s bílými skvrnami, na zádech a bocích jsou nejlépe pravidelně rozmístěné skvrny ve stejné nebo i jiné barvě, jako je hlava a ramena
- varieberk – potkan má tmavé tělo a bílé břicho, bílá přechází na bocích do tmavé „strakováním“
- blazed – lysina – bílá lysina, která začíná na čele mezi očima a táhne se až k nosu
- headspot – bílá skvrna na čele
- collared – bílý límeček
- merle – tmavší skvrny v srsti
- american berkshire – americký berkshire, spodní strana těla je zcela bílá, zasahuje až na vnitřní stranu nohou a spojuje se s bílou barvou na nohou. Nohy jsou po lokte bílé, ocas je bílý od konce do poloviny
- downunder – strakování, fleky a barva i na jinak bílém bříšku
- masked – potkan s tmavou maskou ve tvaru škrabošky na obličeji, zbytek těla je bílý
- dalmatian – dalmatin, potkan rovnoměrně pokrytý skvrnami, které jsou drobnější než u variegated
- black eyed white (BEW) – bílý potkan s černýma očima, nejedná se tedy o albína

## Chov
K chovu potkanů lze užívat nádrž větších rozměrů. Jako podestýlka se používají hobliny z měkkého dřeva (nepříliš prašné), které mají vysokou absorpční schopnost. Podestýlka se vyměňuje alespoň jedenkrát týdně, případně častěji. Jiný typ podestýlky (např. buničitá vata, piliny, kůra, noviny…) je nutné vyměňovat častěji – k chovu vyššího počtu zvířat se nehodí. Potkany je nutné držet v čistotě a suchu. Ke krmení se užívají kompletní směsi určené pro myši, které se doplňují zeleninou, semeny obilovin, tvrdým pečivem, vařeným i syrovým masem (potkani mají rádi jednodenní kuřata), na tvrdo vařenými vejci, tvarohem. Vhodné jsou i psí suchary. Při klasickém krmení je třeba doplnit potravu o vitamíny a minerálie (Roboran, Plastin, Konvit neo aj.). Potkani jsou o něco náročnější na podíl živočišných bílkovin v potravě než například myši. Při nedostatku živočišných bílkovin se často vyskytuje kanibalismus a ostatní zvířata zlikvidují téměř všechna mláďata. Nutný je neustálý přísun pitné vody (napáječka). Potkany je vhodné chovat při teplotě okolo 20 °C. (Při nižší teplotě se snižuje reprodukce a zvyšuje riziko úhynu mláďat.) Potkany je možné chovat ve skupinách, do kterých se umístí jeden samec a tři až čtyři samice. Březí samice je vhodné umístit zvlášť. Březost trvá 21 až 25 dnů. Jedné samici se ponechává maximálně do deseti mláďat. (V jednom vrhu může být občas i 15 a více mláďat.) Mláďata se odstavují nejdříve ve stáří jednoho měsíce a do chovu je lze zařadit teprve ve třech až čtyřech měsících. Chovná zvířata se obměňují asi po dvanácti měsících.